# Blaž Blagotinšek
Blaž Blagotinšek (Celje, 1994. január 17. –) szlovén válogatott kézilabdázó, jelenleg a SG Flensburg játékosa.

## Pályafutása
Blagotinšek szülővárosában, Celjében kezdett kézilabdázni a legsikeresebb szlovén csapatnál, az RK Celjénél. A szlovén bajnokság mellett játszhatott a Bajnokok Ligájában is. A 2015–2016-os Bajnokok Ligája szezonban egyik legjobb teljesítményét az MVM Veszprém elleni csoportmérkőzésen nyújtotta, ahol 5 találatot ért el, a szezonban pedig összesen 30 BL-gólig jutott. A következő szezontól a legutóbbi BL-ezüstérmes Telekom Veszprém KC játékosa lett. A veszprémi csapattal 2017-ben magyar bajnokságot és magyar kupát nyert. Blagotinšek a Magyar kupa elődöntőjének legeredményesebb játékosa volt 8 góllal. 2022 áprilisában bejelentették, hogy Blagotinšek 2023 őszétől a SG Flensburg játékosa lesz. 2022 szeptemberében közös megegyezéssel felbonotta szerződését a veszprémi csapattal, és egy szezon erejéig a Frisch Auf Göppingen játékosa lett.
Már 2012 októberében, 18 évesen Boris Denič a szlovén válogatott akkori szövetségi kapitánya behívta az Európa-bajnoki selejtező mérkőzésre készülő keretbe, 2013 áprilisában Izland ellen pedig játéklehetőséget is kapott a selejtezősorozatban. Első felnőtt világversenye a 2015-ös világbajnokság volt, azóta játszott már Európa-bajnokságon és a 2016-os rioi olimpián is. A 2017-es világbajnokságon bronzérmet szerzett.

## Sikerei
- Szlovén bajnokság győztese: 2014, 2015, 2016
- Magyar bajnokság győztese: 2017, 2019
- Magyar kupa győztese: 2017, 2018, 2021, 2022
- SEHA-liga győztese: 2020, 2021, 2022
- Világbajnokság bronzérmese: 2017

- Bajnokok Ligája legjobb védőjátékosa: 2019, 2020
- SEHA-liga legjobb védőjátékosa: 2020, 2021